# Sangue, Suor e Raça
Sangue, Suor e Raça é um álbum de estúdio da cantora e compositora brasileira Elza Soares em colaboração com o cantor e compositor brasileiro Roberto Ribeiro, lançado em 1972 pela Odeon e com produção musical de Lindolfo Gaya.

## Antecedentes
Mesmo após o sucesso de Elza Pede Passagem (1972), álbum que marcou o retorno de Elza do exílio na Itália, a cantora se viu em tensões com a gravadora Odeon, com a ascensão da cantora Clara Nunes como artista maior no samba. Parte do repertório que faria parte de seu futuro trabalho acabou por ser reservado a Nunes, o que fez os planos de Elza mudarem. Por isso, a artista decidiu produzir um álbum colaborativo com o estreante Roberto Ribeiro.

## Produção
Com produção musical de Lindolfo Gaya e arranjos de Dom Salvador, que já tinha trabalhado no álbum anterior, Sangue, Suor e Raça não foi um álbum de fácil produção. A gravadora relutou por ele ser desconhecido e por ele ser um cantor de escola de samba desacostumado ao estúdio, e quando aceitou gravá-lo, passou a recusar registrá-lo na capa. A desculpa era que ele era feio, mas Elza suspeitava de discriminação racial, o que se confirmou quando, segundo ela, um diretor disse: "Não quero esse nego feio e sujo na capa!". Elza disse que ou o disco saía ou eles a perderiam, e o projeto foi concretizado.

## Lançamento
Sangue, Suor e Raça foi lançado em 1972 pela Odeon em vinil.
A obra foi relançada em CD em 2003 dentro da caixa Negra, com direção de Marcelo Fróes.

## Faixas
A seguir lista-se as faixas de Elza Soares:
Lado A
1. "Swing Negrão / Brasil Pandeiro / O Samba Agora Vai / É Com Esse Que Eu Vou"
2. "Aurora de Um Sambista"
3. "Domingos Domingueira"
4. "Cicatrizes"
5. "Isto É Papel João / Cocorocó / Decadência"

Lado B
1. "Recordação de Um Batuqueiro"
2. "O Que Vem de Baixo Não Me Atinge"
3. "Lenço Cor de Rosa"
4. "Sacrifício"
5. "Coisa Louca / A Razão Dá-se a Quem Tem / O Que Se Leva Desta Vida"